# Jevgenij (Kulberg)
Jevgenij (světským jménem: Alexej Sergejevič Kulberg; * 25. září 1972 Moskva) je ruský duchovní Ruské pravoslavné církve a metropolita jekatěrinburský a věrchoturský.

## Život
Narodil se 25. září 1972 v Moskvě v rodině vojenského inženýra.
Roku 1989 dokončil Mešcerinskou střední školu a nastoupil na Moskevský letecký institut. Studium dokončil roku 1995 s diplomem specializace "Počítače, systémy, komplexy a sítě".
Od roku 1995 byl oltářníkem chrámu svatého Mikuláše v Pyžách (Moskva). Stejného roku nastoupil na dálkové studium Pravoslavného bohosloveckého institutu svatého Tichona.
Dne 15. března 2004 byl v Nikolo-Solbinském monastýru arcibiskupem jaroslavským a rostovským Kirillem (Nakoněčným) rukopoložen na diákona a 12. července na jereje. Po vysvěcení se 22. listopadu stal představeným chrámu Narození přesvaté Bohorodice vesnice Velikoje, kterým byl až do 12. listopadu 2012. Dále od 10. října 2009 byl představeným chrámu Uvedení přesvaté Bohorodice do chrámu v Jaroslavli.
Od 23. dubna 2007 do 12. listopadu 2012 sloužil také jako zpovědník Jaroslavského gubernského gymnázia svatého Ignatija Brjančaninova a předseda oddělení pro duchovní vzdělání a katechezi jaroslavské eparchie.
V listopadu 2012 byl převeden do kléru jekatěrinburské eparchie. Zde vykonával funkce představeného chrámu Velký Zlatoúst v Jekatěrinburgu, předsedy oddělení pro duchovní vzdělání a katechezi jekatěrinburské eparchie, blagočinného Ivanovského okruhu Jekatěrinburgu či představeného Vozněsenského archijerejského podvorje.
Roku 2014 získal diplom na Jekatěrinburském duchovním semináři.
Dne 15. března 2015 byl jmenován prvním asistentem eparchiálního biskupa.
Studoval na fakultě pedagogiky Celocírkevního postgraduálního a doktorského studia při Ruské křesťanské humanitní akademii v Petrohradu.
Dne 15. července 2016 jej Svatý synod zvolil biskupem sredněuralským a vikářem jekatěrinburské eparchie.
Dne 16. července 2016 byl v chrámu svatého Simeona Věrchoturského v Jekatěrinburgu metropolitou jekatěrinburským a věrchoturským Kirillem postřižen na monacha se jménem Jevgenij na počest svatého lékaře Jevgenije Botkina. O den později byl v Trojicko-sergijevské lávře povýšen na archimandritu a oficiálně jmenován biskupem.
Dne 1. srpna 2016 proběhla v Divejevském monastýru jeho biskupská chirotonie. Světiteli byli patriarcha moskevský Kirill, metropolita petrohradský a ladožský Varsonofij (Sudakov), metropolita Valentin (Miščuk), metropolita čeboksarský a čuvašský Varnava (Kedrov), metropolita samarský a syzranský Sergij (Poletkin), metropolita jekatěrinburský a věrchoturský Kirill (Nakoněčnyj), metropolita nižněnovgorodský a arzamaský Georgij (Danilov), metropolita orenburský a saraktašský Veniamin (Zaryckyj), metropolita saratovský a volský Longin (Korčagin), metropolita saranský a mordovský Zynovij (Korzynkin), metropolita penzenský a nižnělomovský Serafim (Domnin), metropolita smolenským a roslavlský Isidor (Tupikin), arcibiskup vitebský a oršanský Dzimitryj (Drazdou), arcibiskup joškar-olinský a marijský Ioann (Timofejev), biskup calský Grigoli (Kacia) (Gruzínská pravoslavná církev), biskup solněčnogorský Sergij (Čašin), biskup narvský a pričudský Lazar (Gurkin), biskup balachninský Ilija (Bykov), biskup rybinský a danilovský Veniamin (Lichomanov), biskup nižnětagilský a serovský Innokentij (Jakovlev), biskup kasimovský a sasovský Dionisij (Porubaj), biskup isilkulský a russko-poljanský Teodosie (Gaju), biskup kanašský a jantikovský Stefan (Gordějev), biskup buzulukský a soročinský Alexij (Antipov), biskup goroděcký a vetlužský Augustin (Anisimov), biskup vyksunský a pavlovský Varnava (Baranov), biskup muromský a vjaznikovský Nil (Syčjov), biskup kotlaský a velský Vasilij (Danilov), biskup melekesský a čerdaklinský Diodor (Isajev), biskup lyskovský a lukojanovský Siluan (Glazkin), biskup kamenský a alapajevský Mefodij (Kondratěv), biskup ardatovský a aťaševský Veniamin (Kirillov) a biskup pěreslavský a ugličský Feodor (Kazanov).
Dne 14. května 2018 byl ustanoven biskupem nižnětagilským a něvjanským.
Dne 11. března 2020 byl jmenován zástupcem předsedy Synodního oddělení náboženského vzdělávání a katecheze.
Dne 25. srpna 2020 byl Svatým synoden ustanoven biskupem bronnickým a vikářem patriarchy moskevského a celé Rusi, představeným Donského monastýru a předsedou Synodního oddělení náboženského vzdělávání a katecheze.
Dne 8. prosince 2020 byl jmenován metropolitou jekatěrinburským a věrchoturským, hlavou jekatěrinburské metropole s osvobozením od funkce představeného monastýru a zachováním funkce předsedy synodního oddělení. Dne 25. prosince 2020 byl v chrámu Všech svatých monastýru Danilov povýšen patriarchou Kirillem na metropolitu.
Dne 29. prosince 2022 byl jmenován předsedou Rady pro interakci Ruské pravoslavné církve s organizacemi vyššího a středního odborného vzdělávání v oblasti duchovní a mravní výchovy.
Je členem Vyšší církevní rady Ruské pravoslavné církve.